# Паденштедт
Паденштедт (нем. Padenstedt) — община в Германии, в земле Шлезвиг-Гольштейн. Входит в состав района Рендсбург-Эккернфёрде. Подчиняется управлению Миттельхольштайн. Население составляет 1806 человека (2021). Занимает площадь 14,6 км². Паденштедт расположен на южном берегу реки Штёр к юго-западу от города Ноймюнстер. В 4 км от Паденштедта располагается одноимённый пони-парк, функционирующий с 1971 года и являющийся одним из крупнейших в Германии. К памятникам культуры относится здание Фаххалленхаус 1611 года постройки, в котором располагаются кафе и гостиница «Altes Rauchhaus».
На гербе Паденштеда изображены синяя волнистая полоса, символизирующая реку Штёр, зеленый дуб с корнями, олицетворяющий лесную местность вокруг коммуны, и подкова, как символ сельскохозяйственного прошлого.

## Население
| Год  | Численность |
| ---- | ----------- |
| 2010 | 1492        |

| Год  | Численность | Численность |
| ---- | ----------- | ----------- |
| 1975 | 689         | [ 9 ]       |
| 2014 | 1582        | [ 1 ]       |
| 2017 | 1720        | [ 2 ]       |
| 2019 | 1719        | [ 10 ]      |
| 2021 | 1806        | [ 11 ]      |
| 2022 | 1799        | [ 12 ]      |
| 2023 | 1820        | [ 3 ]       |